# Brodar
Brodar je fizička ili pravna osoba koja je kao posjednik broda nosilac plovidbenog pothvata (prijevoznik ili poduzetnik nekog drugog pomorskog pothvata) tj. osoba koja vrši plovidbu brodom (pomorski plovidbeni pothvat) u vlastito ime i za vlastiti račun sa svojim ili tuđim brodom.
Brodar i brodovlasnik mogu biti iste osobe ali ne i nužno.
Brodar je posjednik broda i kao takav upravlja brodom, imenuje i razrješava dužnosti zapovjednika broda koji je njegov zakonski zastupnik. Za ugovorno i izvanugovorne obveze koje nastaju u vezi s plovidbom i iskorištavanjem broda u njegovu posjedu brodar je jedinstveni nositelj odgovornosti. Nosi odgovornost za izvršenje konkretno ugovorenog plovidbenog posla (ugovori o prijevozu stvari i putnika). Stvarnopravni odnos brodara (prijevoznika) prema brodu nema nikakvo značenje u odnosima iz ugovora o iskorištavanju brodova. Jedini nositelj prava i obveza je brodar, ne i brodovlasnik, osim ako brodar i brodovlasnik nisu isti subjekt.
Kod ugovora o prijevozu morem pod pojam brodara treba dakle uvijek smatrati stranku koja se obvezala da će u vlastito ime i za vlastiti račun, bilo svojim ili tuđim brodom prevest morem ugovorene stvari s jednog mjesta na drugo za određenu vozarinu. Međutim katkad se događa da i sam naručitelj broda sklopi takav ugovor s nekim trećim. U takvom slučaju radi se i specifičnom poslu, pa pomorsko-pravni propisi takav slučaj posebno reguliraju. Brodar, u takvom poslu odgovara trećoj osobi u granicama prisilnih pravnih propisa i uvjeta uobičajenih u poslovanju, a naručilac je odgovoran brodaru za eventualno povećanje obveza. No ako je trećoj osobi bio poznat ugovor koji je naručilac sklopio s brodarom onda brodar odgovara trećoj osobi samo u granicama tog ugovora i pravnih propisa čija se primjena ne može isključiti sporazumom stranaka.
U prošlosti je nositelj plovidbene aktivnosti bio samo brodovlasnik. Danas je sve manje važno tko je vlasnik broda, a sve je bitnije tko je nositelj plovidbene poduzetničke djelatnosti i nositelj odgovornosti, a to je brodar. Zakon definira ove elemente svojstva brodara: a) brodar je fizička ili pravna osoba, b) brodar je posjednik broda, c) brodar je nositelj plovidbenog pothvata. Brodar ima pravo na posjed broda. Pravni temelj posjeda najčešće je ugovor o zakupu broda kao i ugovor o leasingu broda ako je brod kupljen na leasing, a može i kad založni vjerovnik kod pomorske hipoteke radi namirenja svoje tražbine uzme brod u posjed i iskorištava ga.
Konvencijom iz 1976. i Pomorskim zakonikom, brodar, naručitelj iz brodarskog ugovora, poslovođa i upravitelj broda obuhvaćeni su pojmom brodovlasnika. PZ sve te osobe za potrebe primjene tog dijela PZ-a obuhvaća pojmom „brodar“. U pojam brodovlasnika ne ulaze samostalne osobe za koje brodovlasnik ne odgovara (npr. crew agent). Pravo na ograničenje odgovornosti za pomorske tražbine prema Konvenciji iz 1976. i PZ-u izvorno pripada vlasniku broda, ali Konvencija širi krug osoba koje imaju pravo ograničiti svoju odgovornost (spašavatelj i osiguratelj odgovornosti).